# Королевство кривых зеркал (книга)
«Короле́вство кривы́х зерка́л» — сказочная повесть советского писателя Виталия Губарева, изданная в 1951 году с иллюстрациями Давида Дубинского. Повесть стала первым произведением Губарева, ранее известного в основном как автора биографии Павла Морозова, в жанре фантастики. Почти сразу была создана и пьеса по повести.
«Королевство кривых зеркал», повествующее о путешествии пионерки Оли и её двойника Яло в волшебную страну и борьбе за свободу её народа, приобрело большую популярность, было экранизировано и неоднократно переиздавалось. Созданный писателем сюжет вошёл в канон российской (пост)советской культуры, а показателем её общеизвестности можно считать регулярные отсылки к названию повести в публичной сфере.

## Сюжет
Пятиклассница Оля утром не хочет вставать в школу, грубит бабушке, не сразу находит разбросанные вечером вещи; в прихожей она теряет время, любуясь на себя в зеркало. Когда Оля приходит после школы и кино, уже наступают ранние сумерки, да, к тому же, в подъезде гаснет свет. Испугавшись темноты, Оля вбегает в квартиру и понимает, что потеряла ключи, но боится идти вниз к слесарю обратно по темноте. Бабушка укоряет её в трусливости и отправляется к слесарю сама. Внезапно зеркало в прихожей заговаривает с девочкой и советует ей взглянуть на себя со стороны, что можно сделать, если попасть по другую сторону зеркального стекла. Оля проходит сквозь зеркало, где встречает своё отражение, девочку Яло. Её имя звучит как Олино, только «отражённое», и вообще, Яло имеет все внешние качества Оли в отражённом виде. Оля наблюдает, как зеркало снова отделяет это место от её прихожей, и волнуется, что не сможет попасть домой, но Яло обещает ей, что зеркало пропустит её обратно несколько позже. Она предлагает Оле прогуляться в картинку из книги сказок и отмечает, что время замерло до их возвращения. Оля соглашается и вместе с Яло идёт в увеличившуюся картинку.
Волшебная страна оказывается королевством, которым правит глупый король Топсед («Деспот») и где богатые угнетают бедных. Девочки становятся свидетелями того, как на заводе, изготавливающем кривые зеркала, надсмотрщик избивает взбунтовавшегося мальчика по имени Гурд («Друг»), и его арестовывают и увозят в Башню смерти. Гурда собираются казнить, сбросив с Башни вниз. Оля решает спасти Гурда и готова ради этого на всё. Яло, воплощающая не только внешность, но и внутренние недостатки Оли, поначалу ведёт себя более легкомысленно и трусливо, однако со временем не уступает Оле в настойчивости и смелости. Спрятавшись в корзинах с фазанами, которые везут на королевскую кухню, девочки попадают во дворец, где знакомятся с кухаркой Аксал («Ласка»). Она решает помочь девочкам и наутро приносит им костюмы пажей. Под видом пажей Оля и Яло проникают к завтракающему королю и просят его помиловать Гурда. Король, однако, соглашается лишь отсрочить его казнь. Девочки узнают, что самой влиятельной фигурой в королевстве является жестокий министр Нушрок («Коршун»), который установил по всей стране тысячи кривых зеркал, искажающих правду и не дающих беднякам рассказать о своих страданиях.
Всё так же притворяясь пажами, девочки проникают в Башню смерти и приносят еду закованному в цепь Гурду. Ключ от цепи есть только у короля и у министра Абажа («Жаба»), владельца всех рисовых полей. Когда девочки слышат, как Нушрок во дворце угрожает королю и тот соглашается казнить Гурда завтра же, они берут ключ короля и убегают в запряжённой карете, однако по дороге теряют ключ. Тогда они держат путь к Абажу, владеющему вторым ключом. В горах им навстречу попадается некая прекрасная дама, которая приглашает «пажей» к себе в замок, и девочки соглашаются, не зная, что её зовут Анидаг («Гадина») и что она — дочь Нушрока. Нушрок прибывает к ней и предлагает ей стать королевой вместо Топседа. Он обнаруживает и хватает подслушивающую Яло, тогда как Оля прыгает из окна в бурную реку. В одиночку она выбирается на берег и идёт к замку Абажа. Добрый слуга Анидаг, Бар («Раб»), сажает Яло в винный погреб, где Яло по подземному ходу также приходит к замку Абажа. И Оля, и Яло проделывают каждая свой длинный путь всю ночь до самого утра. Яло выходит в сад Абажа и видит его ссору с Нушроком, поскольку оба министра хотят прибрать власть к своим рукам. Воспользовавшись дракой министров, Яло хватает ключ Абажа, и их вместе с Олей отвозит в город Бар.
В Башне смерти девочки освобождают Гурда. Оля отдаёт ему свою одежду пажа, а сама остаётся в своём школьном платье. Когда Яло и Гурд уходят, на Башню поднимается Нушрок. В ярости он угрожает Оле смертью, однако не выдерживает её чистого взгляда и сам падает вниз, разбиваясь на тысячи стеклянных осколков. Жители королевства благодарят Олю и Яло за то, что они помогли им свергнуть власть тиранов, и разбивают кривые зеркала, а также разрушают Башню смерти. Девочки выходят из книги и расстаются. Оля, осознав, что взгляд на себя со стороны помог ей, возвращается на свою сторону зеркала, где снова встречается с бабушкой и извиняется перед ней за прежнее поведение.

## Отзывы
Финский литературовед Бен Хеллман называет поворот к фантастике Губарева неожиданным и отмечает, что рождение и публикация этого произведения «в тогдашнем политическом и культурном климате не могут не удивить». По его мнению, мотив зазеркального мира в повести напоминает об «Алисе в Зазеркалье» Льюиса Кэрролла, а мотив зеркала на службе зла — о «Снежной королеве» Ханса Кристиана Андерсена; также повесть заставляет вспомнить «Трёх толстяков» Юрия Олеши — «самую важную политическую сказку в советской детской литературе». Отвечая на вопрос о том, было ли «Королевство кривых зеркал» «на самом деле смелой антисоветской аллегорией», исследователь отмечает:

С одной стороны, книга вызывает ассоциации с фашистской диктатурой, где воля рабочего народа жестоко подавляется. А с другой стороны, кривые зеркала, столь откровенно искажающие действительность, можно толковать как пародию на советскую систему пропаганды. (…) Губарев, по-видимому, старался, как мог, избежать всяческих подозрений, так как книга кончается недвусмысленной хвалой Советскому Союзу.

Хеллман заключает, что, вложив в уста Оли слова «нет на свете ничего прекраснее и лучше моей родной страны!», Губарев, «безропотно следуя указаниям официальной кампании пропаганды, показывал советским детям еще одно кривое зеркало».
По мнению Ильи Кукулина, историю создания повести можно назвать историей о том, как «писатель и партийно-комсомольский функционер решил написать детскую сказку, разъясняющую для подростков новые педагогические установки конца 1940-х годов, но из-за противоречивости этих установок и стремления к занимательности он создал произведение, подрывающее основы как эстетики соцреализма, так и советской педагогики». Как и Хеллман, Кукулин говорит о том, что «для Губарева, имевшего репутацию ортодоксального сталиниста, написание такой повести выглядело очень неожиданным поступком». Он также отмечает сходство сюжетного хода, связанного с зеркалом, с «Алисой в Зазеркалье» Кэрролла, а переодевание девочек — с шекспировскими комедиями «Два веронца», «Двенадцатая ночь», «Как вам это понравится» и «Венецианский купец» и оперой Бетховена «Фиделио».
Жанр произведения Губарева в советском контексте исследователь определяет как «сказку-притчу с условно-европейским антуражем», причём к моменту создания повести этот жанр уже приобрёл в советской культуре «отчетливо антитоталитарный смысл», ср. такие образцы, как «Три толстяка» (1928) Юрия Олеши, «Золотой ключик, или Приключения Буратино» (1936) Алексея Толстого, пьесы Евгения Шварца «Голый король» (1934), «Тень» (1940) и «Дракон» (1944) или «Город мастеров, или Сказка о двух горбунах» (1943) Тамары Габбе. При этом с конца 1940-х годов, когда набрала силу «борьба с космополитизмом», писатели и режиссёры отдавали предпочтение русским сказочным сюжетам, так что «Королевство кривых зеркал» стало заметным исключением.
Гипотеза Ильи Кукулина состоит в том, что Губарев «попытался создать произведение, соответствующее новому для того времени педагогико-идеологическому тренду» — «воспитание воли и характера», — однако результат «оказался непредсказуемым для него самого». Во второй половине 1940-х годов в советских журналах, посвященных вопросам педагогике и воспитанию, возросло число статей, посвященных воспитанию в ребенке (независимо от пола) воли, мужества и выдержки: «Главной задачей такой работы провозглашается способность детей — особенно школьного возраста — воспитывать себя самостоятельно, но в соответствии с установками, полученными от взрослых». В искусстве примерами реализации этих идей можно считать повесть Николая Носова «Витя Малеев в школе и дома» (1951) или фильм Анатолия Граника по сценарию Агнии Барто «Алёша Птицын вырабатывает характер» (1953). Однако в отличие от Носова и Барто Губарев «попытался уйти из современности и создать универсальную по своему смыслу дидактическую притчу», для чего он «решил использовать не только советскую поэтику изображения юных партизан и подпольщиков, но и элементы известных ему увлекательных сюжетов европейской литературы». Благодаря целым двум переходам (сначала сквозь зеркало, затем в книгу) «путешествие двух девочек неожиданно обретает черты путешествия по возможным мирам», и «такое разнообразие неявно дает основание представить и нашу, обычную реальность лишь как одну из возможных»: «размывание самой идеи реальности подтачивало однозначность соцреалистической репрезентации». В результате «Губарев попытался внести в советскую повесть о самовоспитании карнавальность и авантюрный сюжет — и подточил основания соцреалистической эстетики детской литературы»:

Автор мифа о Павлике Морозове надеялся написать сказку о детском самодисциплинировании и о победе советской идеологии над вражеской. Но у него получилась повесть еще и о том, как встреча с другим человеком в самом себе и с самим собой в другом человеке порождает автономизацию и делает её радостной.

## Адаптации
В 1953 году режиссёром А. Карновичем был поставлен одноимённый радиоспектакль. Текст песен — М. Г. Львовский. Композитор — Г. С. Фрид. Режиссёр записи — Н. Д. Львова. Действующие лица и исполнители: От автора — Александр Лукьянов; Оля / Яло — Нинель Шефер; Король — С. А. Мартинсон; Нушрок — В. С. Якут; Анидаг — Л. Р. Орданская; Аксал — О. А. Викландт; Абаж — В. П. Лекарев; Гурд — Надежда Генералова; Бар — Л Г. Пирогов; Стражник — Михаил Абрамов; Зеркало — Галина Иванова.
Фильм-сказка «Королевство кривых зеркал» был поставлен режиссёром Александром Роу на Киностудии имени М. Горького в 1963 году. Губарев выступил в качестве соавтора сценария фильма вместе с Львом Аркадьевым.
Одноимённый музыкальный фильм режиссёра Александра Игудина с участием сестёр Толмачёвых и звёзд российской эстрады был показан по российскому телевидению 31 декабря 2007 года. Юдифь Рожавская стала автором музыки к одноимённому балету по повести, поставленному по либретто Наталии Скорульской в 1965 году в Народном театре балета Октябрьского дворца культуры г. Киева.
В 2020 году режиссёр Антон Фёдоров поставил спектакль «Королевство кривых» в Альметьевском татарском драматическом театре по мотивам сказки «Королевство кривых зеркал», но сюжет (текст Арсения Фарятьева и самого Фёдорова, использованы письма членов троцкистской оппозиции) радикально переосмыслен в сравнении с повестью Виталия Губарева и одноимённым фильмом Александра Роу.